# Roussy-Lévy-Syndrom
Das Roussy-Lévy-Syndrom ist eine sehr seltene angeborene Erkrankung mit den Hauptmerkmalen Gangstörung (Dystasie), Hohlfuß und fehlende Eigenreflexe (Areflexie).
Diese Symptomentrias ist differentialdiagnostisch relativ unspezifisch. Das Krankheitsbild wird (mittlerweile) als Variante des Morbus Charcot-Marie-Tooth angesehen.
Synonyme sind: Areflektorischen Dystasie, hereditäre, Typ Roussy-Levy; HMSN I; englisch Charcot-Marie-Tooth Disease (Variant); Charcot-Marie-Tooth-Roussy-Levy Disease; Hereditary Areflexic Dystasia
Die Bezeichnung bezieht sich auf die Autoren einer Erstbeschreibung aus dem Jahre 1926 durch die französischen Neurologen Gustave Roussy und Gabrielle Lévy.
Das Krankheitsbild wurde gleichzeitig und unabhängig auch von C. P. Symonds und M. E. Shaw  sowie von C. R. Rombold und H. A. Riley beschrieben.

## Verbreitung
Die Häufigkeit ist nicht bekannt, die Vererbung erfolgt autosomal-dominant.

## Ursache
Der Erkrankung liegen Mutationen im MPZ-Gen auf Chromosom 1 Genort q23.3, welches für das Myelin Protein Zero kodiert,  oder im PMP22-Gen auf Chromosom 17 Genort p12 zugrunde, welches für das Periphere Myelin Protein 22 kodiert.

## Klinische Erscheinungen
Klinische Kriterien sind:
- Krankheitsbeginn in der frühen Kindheit, langsames Fortschreiten
- Gang- und Standunsicherheit (Dystasie), Areflexie
- hypertrophische Neuropathie
- distal betonte Muskelschwäche
- frühzeitige Fußveränderungen
- Haltetremor
- verzögerte Nervenleitgeschwindigkeit